# Visões religiosas sobre tortura
Internacionalmente, as pessoas não religiosas são menos propensas a apoiar o uso da tortura contra suspeitos de terrorismo do que os cristãos, os budistas, os hindus, os judeus e os adeptos de outras religiões. Com exceção das culturas muçulmanas/africanas que se opõem mais ao uso da tortura 

## Igreja católica romana
Ao longo da Alta Idade Média, a Igreja Católica geralmente se opôs ao uso da tortura durante os processos criminais. Isto é evidente numa carta enviada pelo Papa Nicolau I ao Cã Boris dos Búlgaros em 866 d.C., entregue em resposta a uma série de perguntas do primeiro e preocupada com a cristianização em curso da Bulgária. Ad Consulta Vestra (conforme intitulada em latim) declarou a tortura judicial como uma prática fundamentalmente contrária à lei divina.  O Pontífice destacou como verdade incontestável que, nas suas próprias palavras: “a confissão [de um crime] deve ser espontânea, não forçada, e não deve ser obtida com violência, mas sim proferida voluntariamente”. Ele defendeu um procedimento alternativo e mais humano, no qual o acusado seria obrigado a prestar um juramento de inocência sobre o "santo Evangelho de que não cometeu [o crime] que lhe é imposto e a partir desse momento o assunto está [para ser colocado] no fim".  Nicolau também enfatizou na mesma carta que “aqueles que se recusam a receber o bem do Cristianismo e o sacrifício e dobram os joelhos aos ídolos” deveriam ser levados a aceitar a verdadeira fé “por advertências, exortações e razão, e não pela força”, enfatizando para este fim que “a violência não deve de forma alguma ser infligida a eles para fazê-los acreditar. Pois tudo o que não é voluntário não pode ser bom”. 
Na Alta Idade Média, a igreja tornou-se cada vez mais preocupada com a percepção da ameaça representada à sua existência pelo ressurgimento da heresia, em particular, aquela atribuída a uma suposta seita conhecida como Cátaros. O catarismo teve suas raízes no movimento pauliciano na Armênia e no leste da Anatólia bizantina e nos bogomilos do Primeiro Império Búlgaro. Consequentemente, a Igreja começou a ordenar aos governantes seculares que extirpassem a heresia (para que os súbditos católicos do governante não fossem absolvidos da sua lealdade) e, a fim de coagir os hereges ou testemunhas "a confessar os seus erros e acusar os outros", decidiu sancionar o uso de métodos da tortura, já utilizada pelos governos seculares em outros procedimentos penais devido à recuperação do Direito Romano, nas inquisições medievais.   No entanto, o Papa Inocêncio IV, na Bula Ad extirpanda (15 de maio de 1252), estipulou que os inquisidores deveriam "deter o perigo para a vida ou para a integridade física". 
As opiniões da Igreja moderna em relação à tortura mudaram drasticamente, voltando em grande parte à posição anterior. Em 1953, num discurso ao 6º Congresso Internacional de Direito Penal, o Papa Pio XII reiterou com aprovação a posição do Papa Nicolau, o Grande, mais de mil anos antes dele, quando o seu antecessor se opôs unilateralmente ao uso da tortura judicial, afirmando:
Preliminary juridical proceedings must exclude physical and psychological torture and the use of drugs: first of all, because they violate a natural right, even if the accused is indeed guilty, and secondly because all too often they give rise to erroneous results...About eleven hundred years ago, in 866, the great Pope Nicholas I replied in the following way to a question posed by a people which had just come into contact with Christianity:
'If a thief or a bandit is caught, and denies what is imputed to him, you say among you that the judge should beat him on the head with blows and pierce his sides with iron spikes, until he speaks the truth. That, neither divine nor human law admits: the confession must not be forced, but spontaneous; it must not be extorted, but voluntary; lastly, if it happens that, after having inflicted these sufferings, you discover absolutely nothing concerning that with which you have charged the accused, are you not ashamed then at least, and do you not recognize how impious your judgment was? Likewise, if the accused, unable to bear such tortures, admits to crimes which he has not committed, who, I ask you, has the responsibility for such an impiety? Is it not he who forced him to such a deceitful confession? Furthermore, if some one utters with his lips what is not in his mind, it is well known that he is not confessing, he is merely speaking. Put away these things, then, and hate from the bottom of your heart what heretofore you have had the folly to practice; in truth, what fruit did you then draw from that of which you are now ashamed?'
Who would not wish that, during the long period of time elapsed since then, justice had never laid this rule aside! The need to recall the warning given eleven hundred years ago is a sad sign of the miscarriages of juridical practice in the twentieth century.
Assim, o Catecismo da Igreja Católica (publicado em 1994) condena o uso da tortura como uma grave violação dos direitos humanos. No nº 2297-2298 afirma:
Torture, which uses physical or moral violence to extract confessions, punish the guilty, frighten opponents, or satisfy hatred is contrary to respect for the person and for human dignity... In times past, cruel practices were commonly used by legitimate governments to maintain law and order, often without protest from the Pastors of the Church, who themselves adopted in their own tribunals the prescriptions of Roman law concerning torture. Regrettable as these facts are, the Church always taught the duty of clemency and mercy. She forbade clerics to shed blood. In recent times it has become evident that these cruel practices were neither necessary for public order nor in conformity with the legitimate rights of the human person. On the contrary, these practices led to ones even more degrading. It is necessary to work for their abolition. We must pray for the victims and their tormentors.

## Lei da Sharia
A visão predominante entre os juristas da lei sharia é que a tortura não é permitida em nenhuma circunstância.  

## No Judaísmo
A tortura não está presente na halakha (lei judaica). Já existiu um sistema de pena capital e corporal no Judaísmo, bem como um estatuto de flagelação para crimes não capitais, mas tudo foi abolido pelo Sinédrio durante o período do Segundo Templo.
Maimônides emitiu uma decisão no caso de um homem que foi ordenado por um beth din (tribunal religioso) a se divorciar de sua esposa e recusou que "nós o coagimos até que ele diga 'eu quero'".   Isto só é verdade nos casos em que existem fundamentos específicos para o veredicto.  Na década de 1990, alguns rabinos ativistas interpretaram esta declaração como significando que a tortura poderia ser aplicada contra os maridos em casamentos conturbados, a fim de forçá-los a conceder gittin (divórcios religiosos) às suas esposas.  Um desses grupos, a gangue de coerção do divórcio de Nova York, foi desmembrada pelo Federal Bureau of Investigation em 2013. 